# Одеський ліцей з посиленою військово-фізичною підготовкою
Одеський ліцей з посиленою військово-фізичною підготовкою — середній навчальний заклад, ліцей з посиленою військово-фізичною підготовкою у Одесі.
Розташування: Одеська область, м. Одеса, Хаджибейський район, вул. Профспілкова, 9

## Історія
Одеський ліцей з посиленою військово-фізичною підготовкою був створений на виконання розпорядження Президента України від 11 травня 1999 року № 94/99 р.п. «Про розширення мережі ліцеїв з посиленою військово-фізичною підготовкою».
16.06.1999 року було видане сумісне розпорядження-наказ № 642-01 р. Одеського міського голови (Боделан Р. Б.) та командувача військами Південного оперативного командування (генерал-полковник Затинайко О. І.) «Про військовий ліцей».
Рішенням командувача військ Південного оперативного командування під розташування ліцею була виділена будівля на території військового містечка № 217 Одеського інституту Сухопутних військ.
Перший набір ліцеїстів в кількості 75 осіб відбувся у липні 1999 року. В серпні 1999 року управлінням капітального будівництва Одеського міськвиконкому був проведений необхідний ремонт будівлі, виділеної під розташування ліцею.
1 вересня 1999 року першим вихованцям ліцею в урочистій обстановці були вручені погони ліцеїста. В урочистостях брали участь Міністр Оборони України (генерал армії України Кузьмук О. І.), командувач військ Південного оперативного командування (генерал-полковник  Затинайко О. І.), голова обласної державної адміністрації (Гриневецький С. Р.), міський голова (Боделан Р. Б.), начальник Одеського інституту Сухопутних військ генерал-лейтенант Троц А. С., генерали і офіцери штабу та управлінь Південного оперативного командування, начальники управлінь обласної державної адміністрації та міськвиконкому, представники громадськості, батьки та рідні перших вихованців ліцею.
Начальником ліцею був призначений полковник Додул В. О., заступником начальника з виховної роботи полковник Уліцький М. М., заступником з навчальної роботи підполковник Буряк О. О., командиром роти — старшим офіцером-вихователем майор Руденко І. В.
У 2000 році було проведено другий набір вихованців ліцею в кількості 75 осіб, командиром роти — старшим офіцером-вихователем був призначений майор Шпорт І. І.
10 квітня 2001 року ліцей відвідали Президент України (Кучма Л. Д.), міністр оборони України (генерал армії України Кузьмук О. І.).
В червні 2001 року був здійснений перший випуск вихованців ліцею в кількості 61 особа, 5 ліцеїстів отримали атестат з відзнакою та були нагороджені медалями за успіхи в навчанні. З першого випуску до ВВНЗ МО України поступило 44 вихованця, до ВНЗ МВС України — 2 вихованця, у вищі навчальні заклади Міністерства освіти та науки України — 8 вихованців ліцею.
15 жовтня 2002 року, рішенням Одеської міської ради № 465 — XXIV, з метою приведення статуту Військового ліцею у відповідність до чинного законодавства, було змінено найменування Військового ліцею на Комунальний загальноосвітній навчальний заклад «Одеський ліцей з посиленою військово-фізичною підготовкою».
9 квітня 2003 року ліцей відвідали члени Комітету Верховної Ради України з питань національної безпеки і оборони України.

## Керівництво
- Начальник ліцею полковник запасу Додул Володимир Олексійович
- Заступник начальника ліцею з виховної роботи полковник запасу Уліцький Миколай Миколайович
- Заступник начальника ліцею з навчальної роботи підполковник запасу Любченко Олександр Васильович
- Заступник начальника ліцею з навчально-виховної роботи підполковник запасу Ворохов Олександр Анатолійович